# 東京都の図書館一覧
東京都の図書館一覧（とうきょうとのとしょかんいちらん）は、東京都内にある図書館の一覧。（学校図書館を除く。）

## 国立図書館
- 国立国会図書館
  - 支部図書館
    - 最高裁判所図書館

  - 国際子ども図書館
- 国立教育政策研究所教育研究情報センター教育図書館
- 国立新美術館アートライブラリー

## 都立図書館
- 東京都立図書館
  - 東京都立中央図書館
  - 東京都立多摩図書館

## 区立図書館
- 足立区立図書館
  - 足立区立中央図書館
  - 足立区立伊興図書館
  - 足立区立梅田図書館
  - 足立区立興本図書館
  - 足立区立江北図書館
  - 足立区立新田コミュニティ図書館
  - 足立区立宮城コミュニティ図書館
  - 足立区立佐野図書館
  - 足立区立鹿浜図書館
  - 足立区立竹の塚図書館
  - 足立区立東和図書館
  - 足立区立舎人図書館
  - 足立区立花畑図書館
  - 足立区立保塚図書館
  - 足立区立やよい図書館
  - 足立区立常東図書館（閉館）
- 荒川区立図書館
  - ゆいの森あらかわ
  - 荒川区立南千住図書館
  - 荒川区立尾久図書館
  - 荒川区立日暮里図書館
  - 荒川区立町屋図書館
- 板橋区立図書館
  - 板橋区立中央図書館
  - 板橋区立赤塚図書館
  - 板橋区立小茂根図書館
  - 板橋区立清水図書館
  - 板橋区立志村図書館
  - 板橋区立高島平図書館
  - 板橋区立成増図書館
  - 板橋区立西台図書館
  - 板橋区立蓮根図書館
  - 板橋区立東板橋図書館
  - 板橋区立氷川図書館
  - 板橋区立いたばしボローニャ絵本館
- 江戸川区立図書館
  - 江戸川区立中央図書館
  - 江戸川区立葛西図書館
  - 江戸川区立小岩図書館
  - 江戸川区立小松川図書館
  - 江戸川区立篠崎図書館
  - 江戸川区立篠崎子ども図書館
  - 江戸川区立東部図書館
  - 江戸川区立西葛西図書館
  - 江戸川区立東葛西図書館
  - 江戸川区立松江図書館
- 大田区立図書館
  - 大田区立大田図書館
  - 大田区立池上図書館
  - 大田区立入新井図書館
  - 大田区立大森西図書館
  - 大田区立大森東図書館
  - 大田区立大森南図書館
  - 大田区立蒲田図書館
  - 大田区立蒲田駅前図書館
  - 大田区立久が原図書館
  - 大田区立下丸子図書館
  - 大田区立洗足池図書館
  - 大田区立多摩川図書館
  - 大田区立羽田図書館
  - 大田区立浜竹図書館
  - 大田区立馬込図書館
  - 大田区立六郷図書館
- 葛飾区立図書館
  - 葛飾区立中央図書館
  - 葛飾区立お花茶屋図書館
  - 葛飾区立鎌倉図書館
  - 葛飾区立上小松図書館
  - 葛飾区立亀有図書館
  - 葛飾区立立石図書館
  - 葛飾区立水元図書館
- 北区立図書館
  - 北区立中央図書館
  - 北区立赤羽図書館
  - 北区立赤羽北図書館
  - 北区立赤羽西図書館
  - 北区立浮間図書館
  - 北区立上十条図書館
  - 北区立神谷図書館
  - 北区立昭和町図書館
  - 北区立滝野川図書館
  - 北区立滝野川西図書館
  - 北区立田端図書館
  - 北区立豊島図書館
  - 北区立東十条図書館
  - 北区立東田端図書館
- 江東区立図書館
  - 江東区立江東図書館
  - 江東区立亀戸図書館
  - 江東区立東雲図書館
  - 江東区立城東図書館
  - 江東区立砂町図書館
  - 江東区立東陽図書館
  - 江東区立豊洲図書館
  - 江東区立東大島図書館
  - 江東区立深川図書館
  - 江東区立白河こども図書館
  - 江東区立古石場図書館
- 品川区立図書館
  - 品川区立品川図書館
  - 品川区立荏原図書館
  - 品川区立大井図書館
  - 品川区立大崎図書館
  - 品川区立源氏前図書館
  - 品川区立五反田図書館
  - 品川区立二葉図書館
  - 品川区立南大井図書館
  - 品川区立八潮図書館
  - 品川区立ゆたか図書館
- 渋谷区立図書館
  - 渋谷区立中央図書館
  - 渋谷区立こもれび大和田図書館
  - 渋谷区立笹塚図書館
  - 渋谷区立笹塚こども図書館
  - 渋谷区立渋谷図書館
  - 渋谷区立富ケ谷図書館
  - 渋谷区立西原図書館
  - 渋谷区立本町図書館
  - 渋谷区立代々木図書館
  - 渋谷区立臨川みんなの図書館
- 新宿区立図書館
  - 新宿区立中央図書館
  - 新宿区立大久保図書館
  - 新宿区立北新宿図書館
  - 新宿区立角筈図書館
  - 新宿区立鶴巻図書館
  - 新宿区立戸山図書館
  - 新宿区立中町図書館
  - 新宿区立西落合図書館
  - 新宿区立四谷図書館
  - 新宿区立下落合図書館
- 杉並区立図書館
  - 杉並区立中央図書館
  - 杉並区立阿佐谷図書館
  - 杉並区立今川図書館
  - 杉並区立永福図書館
  - 杉並区立柿木図書館
  - 杉並区立高円寺図書館
  - 杉並区立下井草図書館
  - 杉並区立高井戸図書館
  - 杉並区立成田図書館
  - 杉並区立西荻図書館
  - 杉並区立方南図書館
  - 杉並区立南荻窪図書館
  - 杉並区立宮前図書館
- 墨田区立図書館
  - 墨田区立ひきふね図書館
  - 墨田区立立花図書館
  - 墨田区立緑図書館
  - 墨田区立八広図書館
- 世田谷区立図書館
  - 世田谷区立中央図書館
  - 世田谷区立梅丘図書館
  - 世田谷区立奥沢図書館
  - 世田谷区立尾山台図書館
  - 世田谷区立粕谷図書館
  - 世田谷区立鎌田図書館
  - 世田谷区立上北沢図書館
  - 世田谷区立烏山図書館
  - 世田谷区立砧図書館
  - 世田谷区立経堂図書館
  - 世田谷区立桜丘図書館
  - 世田谷区立下馬図書館
  - 世田谷区立世田谷図書館
  - 世田谷区立玉川台図書館
  - 世田谷区立深沢図書館
- 台東区立図書館
  - 台東区立中央図書館
  - 台東区立石浜図書館
  - 台東区立根岸図書館
- 中央区立図書館
  - 中央区立京橋図書館
  - 中央区立月島図書館
  - 中央区立日本橋図書館
- 千代田区立図書館
  - 千代田区立千代田図書館
  - 千代田区立四番町図書館
  - 千代田区立昌平まちかど図書館
  - 千代田区立神田まちかど図書館
  - 千代田区立日比谷図書文化館
- 豊島区立図書館
  - 豊島区立中央図書館
  - 豊島区立池袋図書館
  - 豊島区立上池袋図書館
  - 豊島区立駒込図書館
  - 豊島区立巣鴨図書館
  - 豊島区立千早図書館
  - 豊島区立目白図書館
- 中野区立図書館
  - 中野区立中央図書館
  - 中野区立江古田図書館
  - 中野区立上高田図書館
  - 中野区立鷺宮図書館
  - 中野区立野方図書館
  - 中野区立東中野図書館
  - 中野区立本町図書館
  - 中野区立南台図書館
- 練馬区立図書館
  - 練馬区立光が丘図書館
  - 練馬区立稲荷山図書館
  - 練馬区立大泉図書館
  - 練馬区立春日町図書館
  - 練馬区立小竹図書館
  - 練馬区立石神井図書館
  - 練馬区立関町図書館
  - 練馬区立貫井図書館
  - 練馬区立練馬図書館
  - 練馬区立平和台図書館
  - 練馬区立南大泉図書館
  - 練馬区立南田中図書館
- 文京区立図書館
  - 文京区立真砂中央図書館
  - 文京区立小石川図書館
  - 文京区立水道端図書館
  - 文京区立千石図書館
  - 文京区立本郷図書館
  - 文京区立本駒込図書館
  - 文京区立目白台図書館
  - 文京区立湯島図書館
- 目黒区立図書館
  - 目黒区立八雲中央図書館
  - 目黒区立大橋図書館
  - 目黒区立洗足図書館
  - 目黒区立中目黒駅前図書館
  - 目黒区立緑が丘図書館
  - 目黒区立目黒区民センター図書館
  - 目黒区立目黒本町図書館
  - 目黒区立守屋図書館
- 港区立図書館
  - 港区立みなと図書館
  - 港区立赤坂図書館
  - 港区立港南図書館
  - 港区立高輪図書館
  - 港区立三田図書館

## 市町村立図書館

### 多摩地区
- 昭島市民図書館
  - 昭島市民図書館本館
  - 昭島市民図書館昭和分館
  - 昭島市民図書館緑分館
  - 昭島市民図書館やまのかみ分室
- あきる野市立図書館
  - あきる野市立中央図書館
  - あきる野市立東部エル図書館
  - あきる野市立五日市図書館
- 稲城市立図書館
  - 稲城市立中央図書館
  - 稲城市立iプラザ図書館
  - 稲城市立第一図書館
  - 稲城市立第二図書館
  - 稲城市立第三図書館
  - 稲城市立第四図書館
- 青梅市立図書館
  - 青梅市立中央図書館
  - 青梅市立今井図書館
  - 青梅市立青梅図書館
  - 青梅市立小曾木図書館
  - 青梅市立河辺図書館
  - 青梅市立沢井図書館
  - 青梅市立新町図書館
  - 青梅市立大門図書館
  - 青梅市立長淵図書館
  - 青梅市立成木図書館
  - 青梅市立梅郷図書館
  - 青梅市立東青梅図書館
- 清瀬市立図書館
  - 清瀬市立中央図書館
  - 清瀬市立駅前図書館
  - 清瀬市立下宿図書館
  - 清瀬市立竹丘図書館
  - 清瀬市立野塩図書館
  - 清瀬市立元町こども図書館
- 国立市立図書館
  - くにたち中央
  - くにたち北市民プラザ
- 国分寺市立図書館
  - 国分寺市立本多図書館
  - 国分寺市立恋ヶ窪図書館
  - 国分寺市立光図書館
  - 国分寺市立もとまち図書館
  - 国分寺市立並木図書館
  - 国分寺市立本多図書館駅前分館
- 小金井市立図書館
  - 小金井市立図書館本館
  - 小金井市立図書館緑分室
  - 小金井市立図書館東分室
  - 小金井市立図書館貫井北町分室
  - 小金井市立図書館西之台会館図書室
- 小平市立図書館
  - 小平市立中央図書館
  - 小平市立大沼図書館
  - 小平市立小川西町図書館
  - 小平市立上宿図書館
  - 小平市立喜平図書館
  - 小平市立津田図書館
  - 小平市立仲町図書館
  - 小平市立花小金井図書館
- 狛江市立中央図書館
- 立川市図書館
  - 立川市中央図書館
  - 立川市上砂図書館
  - 立川市幸図書館
  - 立川市柴崎図書館
  - 立川市高松図書館
  - 立川市多摩川図書館
  - 立川市錦図書館
  - 立川市西砂図書館
  - 立川市若葉図書館
- 多摩市立図書館
  - 多摩市立中央図書館
  - 多摩市立関戸図書館
  - 多摩市立永山図書館
  - 多摩市立唐木田図書館
  - 多摩市立豊ケ丘図書館
  - 多摩市立東寺方図書館
  - 多摩市立聖ケ丘図書館
- 調布市立図書館
  - 調布市立中央図書館
  - 調布市立国領分館
  - 調布市立調和分館
  - 調布市立深大寺分館
  - 調布市立神代分館
  - 調布市立宮の下分館
  - 調布市立緑ケ丘分館
  - 調布市立富士見分館
  - 調布市立若葉分館
  - 調布市立染地分館
  - 調布市立左須分館
- 西東京市図書館
  - 西東京市中央図書館
  - 西東京市芝久保図書館
  - 西東京市ひばりが丘図書館
  - 西東京市保谷駅前図書館
  - 西東京市谷戸図書館
  - 西東京市柳沢図書館
- 八王子市図書館
  - 八王子市中央図書館
  - 八王子市生涯学習センター図書館
  - 八王子市川口図書館
  - 八王子市南大沢図書館
  - 八王子市恩方市民センター図書館
  - 八王子市由井市民センターみなみ野図書館
  - 八王子市北野市民センター図書館
  - 八王子市石川市民センター図書館
- 羽村市図書館
- 東久留米市立図書館
  - 東久留米市立中央図書館
  - 東久留米市立滝山図書館
  - 東久留米市立東部図書館
  - 東久留米市立ひばりが丘図書館
- 東村山市立図書館
  - 東村山市立中央図書館
  - 東村山市立秋津図書館
  - 東村山市立萩山図書館
  - 東村山市立富士見図書館
  - 東村山市立廻田図書館
- 東大和市立図書館
  - 東大和市立中央図書館
  - 東大和市立清原図書館
  - 東大和市立桜が丘図書館
- 日野市立図書館
  - 日野市立中央図書館
  - 日野市立高幡図書館
  - 日野市立多摩平図書館
  - 日野市立日野図書館
  - 日野市立平山図書館
  - 日野市立百草図書館
- 府中市立図書館
  - 府中市立中央図書館
  - 府中市立押立図書館
  - 府中市立片町図書館
  - 府中市立是政図書館
  - 府中市立白糸台図書館
  - 府中市立新町図書館
  - 府中市立住吉図書館
  - 府中市立西府図書館
  - 府中市立宮町図書館
  - 府中市立武蔵台図書館
  - 府中市立紅葉丘図書館
  - 府中市立四谷図書館
- 福生市立図書館
  - 福生市立中央図書館
  - 福生市立武蔵野台図書館
  - 福生市立わかぎり図書館
  - 福生市立わかたけ図書館
- 町田市立図書館
  - 町田市立中央図書館
  - 町田市立さるびあ図書館
  - 町田市立鶴川図書館
  - 町田市立鶴川駅前図書館
  - 町田市立金森図書館
  - 町田市立木曽山崎図書館
  - 町田市立忠生図書館
  - 町田市立堺図書館
- 三鷹市立図書館
  - 三鷹市立三鷹図書館
  - 三鷹市立西部図書館
  - 三鷹市立東部図書館
  - 三鷹市立三鷹駅前図書館
  - 三鷹市立南部図書館みんなみ
  - 井の頭コミュニティセンター図書室
- 武蔵村山市立図書館
  - 武蔵村山市立雷塚図書館
  - 武蔵村山市立大南地区図書館
  - 武蔵村山市立残堀・伊奈平地区図書館
  - 武蔵村山市立中久保図書館
  - 武蔵村山市立中藤地区図書館
  - 武蔵村山市立三ツ木地区図書館
- 武蔵野市立図書館
  - 武蔵野市立中央図書館
  - 武蔵野市立吉祥寺図書館
  - 武蔵野市立武蔵野プレイス
- 奥多摩町立図書館
  - 奥多摩町立古里図書館
  - 奥多摩町立氷川図書館
- 日の出町立図書館
- 瑞穂町図書館
- 檜原村立図書館

### 島嶼部
- 大島町図書館
- 八丈町立図書館
- 青ヶ島村立図書館
- 三宅村立図書館

## その他公的図書館
- 秩父宮記念スポーツ図書館（2013年12月27日から休館）
- 国際文化会館図書室
- 立川まんがぱーく 立川市。漫画が専門。子ども未来センター内(旧立川市役所跡地)。

## 私立図書館
- 北区
  - 東京ゲーテ記念館
  - 東書文庫
- 江東区
  - 教科書図書館
- 新宿区
  - 現代マンガ図書館 - 漫画が専門。
  - 日本点字図書館
  - 俳句文学館（俳人協会）
- 杉並区
  - 佼成図書文書館
- 世田谷区
  - 大宅壮一文庫 - 雑誌収集では日本随一を誇る。
  - 静嘉堂文庫
- 中央区
  - 松竹大谷図書館 - 銀座松竹スクエア内。演劇と映画が専門。
- 千代田区
  - 石川武美記念図書館 - 女性雑誌が専門。
  - 聖三木図書館 - 上智大学内。キリスト教関係書が専門。
- 豊島区
  - ミステリー文学資料館 - ミステリーが専門。
- 中野区
  - 東京子ども図書館 - 児童書が専門。
- 練馬区
  - 富山県民話財団附属図書館東京分館 - 富山県郷土資料が専門。
  - 農文協図書館 - 農林水産関係の書籍が専門。
- 文京区
  - 東洋文庫
- 港区
  - 広告図書館（アド・ミュージアム東京）
  - 三康図書館 - 旧大橋図書館蔵書、仏教・宗教書。
  - 食の文化ライブラリー（味の素食の文化センター）
- 町田市
  - 無窮会専門図書館 - 神道、国学、国史、漢籍が専門。
- あきる野市
  - 少女まんが館